# Miranda (Carabobo)
Miranda ist eine kleine Stadt im Südwesten des venezolanischen Bundesstaates Carabobo im Norden Venezuelas. 
Sie liegt unweit der Karibik-Küste und ist Sitz des gleichnamigen Bezirks (Municipio).

## Geschichte
Im achtzehnten Jahrhundert siedelten Spanier im Tal von Onoto an. Die Region wurde Teil des Kantons Montalbán.
Das Tal von Onoto wurde zu Tal Miranda umbenannt, als es am 7. Dezember 1849 Parroquia erklärt wurde.

## Wirtschaft
Die Landwirtschaft ist die wichtigste Einnahmequelle der Stadt. In der Umgebung gibt es eine Reihe Haciendas, wo Zitrusfrüchten (Orangen, Mandarinen, Zitronen), Gemüse, Maniok, Hülsenfrucht, Avocados u. a. geerntet werden.
Es gibt auch Höfe, die Vieh- und Hühnerzucht betreiben.

## Kultur
Erwähnenswert ist die Gemeindebibliothek Eleodoro Betancourt und das Casa de la Cultura (Kulturhaus), außerdem der Park La Gruta.

## Schulen
Es gibt über 20 Einrichtungen für Grund- und Sekundärschule, wie Unidad Educativa Victor Racamonde, die Grundschule Simón Arocha und die Grundschule San Roque.
Koordinaten: 10° 9′ N, 68° 24′ W